# Liu Xianbin
Liu Xianbin (chinesisch 刘贤斌; * 25. August oder 2. Oktober 1968 in Suining) ist ein chinesischer Schriftsteller, Dissident, Menschenrechtsaktivist und Unterzeichner der Charta 08. Auf Grund seines Einsatzes für Demokratie und Menschenrechte wurde er mehrmals zu langjährigen Haftstrafen verurteilt.

## Biographie
Liu Xianbin wurde am 2. Oktober 1968 in der Stadt Suining, Provinz Sichuan, geboren. Ab 1987 besuchte er die Schule für Arbeit und Personal an der Renmin-Universität in Peking. In seinem autobiographischen Aufsatz schreibt er: „1998, beeinflusst von der ‚Liberalisierungsbewegung‘, habe ich den Glauben an die Herrschaft der Kommunistischen Partei Chinas verloren und mich mit einigen anderen an der Organisation einer antikommunistischen Gruppe beteiligt und Artikel zu einer Zeitschrift beigesteuert“.

### Tian’anmen-Massaker
Im Mai 1989 beteiligte sich Liu an den demokratischen Demonstrationen sowie an Studentenfasten und blockierte die Bewegung von Militärfahrzeugen während des Tian’anmen-Massakers am 4. Juni 1989. Zu diesem Zeitpunkt war Liu in Sichuan, wo er an der großen Demonstration am 4. Juni in Chengdu teilnahm.
Als er nach dem Tian’anmen-Massaker wieder zur Schule in Peking ging, schrieb Liu viele Plakate und Artikel, in denen er die Repression kritisierte und für die Gründung einer demokratischen politischen Partei in China agitierte. Am 15. April 1991 wurde er vom Pekinger Büro für öffentliche Sicherheit verhaftet und wegen seines demokratischen Aktivismus und seiner Veröffentlichungen ins Gefängnis von Qiucheng gebracht. Am 28. Dezember 1992 wurde Liu wegen des Verbrechens der „konterrevolutionären Propaganda und Aufhetzung“ vom Pekinger Volksgerichtshof zu zweieinhalb Jahren Gefängnis verurteilt. Im Oktober 1993 wurde er freigelassen.
Nach seiner Freilassung setzte Liu seine demokratischen Aktivitäten fort. Im Mai 1995 beteiligte er sich mit Wang Dan und Liu Xiaobo an einer Petition mit dem Titel Aus Blut lernen und Demokratie und Rechtsstaatlichkeit fördern. Die Polizei überfiel sein Haus und verhaftete ihn im Juli desselben Jahres erneut.
Im März 1998 schrieb Liu einen offenen Brief an den Neunten Nationalen Volkskongress, in dem er die chinesische Regierung aufforderte, die Menschenrechtsbedingungen zu verbessern und die Menschenrechtskonvention zu unterzeichnen. Im selben Jahr gründete eine Gruppe von Dissidenten in Zhejiang die Demokratische Partei Chinas. Liu kam in Chongqing an, um die Niederlassung in Sichuan für die Partei zu gründen. Am 15. Oktober 1998 besuchten Liu Xianbin, She Wanbao und andere Gleichgesinnte das Amt für Zivilangelegenheiten in Sichuan und registrierten „das Organisationskomitee in Sichuan der Demokratischen Partei Chinas“. Zusammen mit She Wanbao und Ouyang Yi gründete er auch den temporären Hauptsitz von China Human Rights Watch und wurde zum stellvertretenden Direktor ernannt. Er organisierte eine landesweite Rettungsaktion für Xu Wenli, Qin Yongmin und Wang Youcai.

### Subversionsurteil 1999
Mitte der 1990er Jahre war Liu Xianbin als Organisator der Demokratischen Partei Chinas tätig. 1999 wurde Liu in Peking verhaftet und für einen Monat im Pekinger Auffanglager festgehalten. Daraufhin wurde er nach Suining zurückgeschickt und unter Hausarrest gestellt. Am 7. Juli wurde er vom Büro für öffentliche Sicherheit Suining des Lingquan Tempel-Auffanglagers in der Stadt Suining verhaftet.
Am 6. August 1999 wurde er vom Volksgericht Sichuans in der Stadt Suining wegen „Gefährdung der Staatsgewalt“ zu 13 Jahren Haft und Entzug politischer Rechte für drei Jahre verurteilt. Nachdem er seine Haftstrafe mit Wohlverhalten abgesessen hatte, wurde er am 6. November 2008 nach neun Jahren und vier Monaten Haft im Chuandong-Gefängnis in Sichuan freigelassen.
Nach seiner Freilassung aus dem Gefängnis im November 2008 gehörte Liu zu den ersten Unterzeichnern der Charta 08, die demokratische Reformen fordert.

### Haftstrafe seit Juni 2010
Liu Xianbin bemerkte in seinem Bericht über seine Polizeiverhörung vom März 2010, dass die öffentliche Sicherheit ihn nach vier Artikeln fragte, die auf ausländischen Websites erschienen waren. Liu schloss seinen Bericht mit der Aussage ab, dass er nach einem Verhör diesmal nach Hause gehen durfte, seine Verhaftung jedoch nur eine Frage der Zeit gewesen sei.
Am 27. Juni 2010 wurde Liu Xianbin wegen Verdachts der „Anstiftung zur Gefährdung der Staatsgewalt“ verhaftet. Sichuans Büro für öffentliche Sicherheit in Suining hat der Staatsanwaltschaft Suinings am 21. Juli 2010 eine Empfehlung geschickt, dass Liu wegen Anstiftung zur Gefährdung der Staatsgewalt angeklagt werden soll. Die Ratschläge an die Staatsanwälte listen mehrere Aussagen von Liu Xianbin in seinen vielen Artikeln aus chinesischen Zeitschriften und Websites im Ausland auf, die für das Büro für öffentliche Sicherheit Suinings als subversiv galten.
Im „Anklagevorschlag“ wurde erwähnt, dass Liu „Artikel zur Veröffentlichung schrieb und über das Internet übermittelte. Diese Artikel erschienen in Publikationen außerhalb der Grenzen des chinesischen Festlandes wie Human Rights Watch, Beijing Spring Magazine, China Weekly, Democratic China, China Human Rights Semi-weekly. Er verleumdete die politische Macht der demokratischen Diktatur des Volkes unter der Führung der Kommunistischen Partei Chinas als „autokratische Herrschaft“ und rief mehrfach den Sturz des politischen Regimes und des sozialistischen Systems unseres Landes hervor.“
Laut Nachrichtenberichten, die seine Frau zitieren, wurde er im März 2011 zu zehn Jahren Gefängnis verurteilt.

## Publikationen
Viele Artikel von Liu Xianbin sind online auf der Webseite des Chinese Independent Pen Centers verfügbar, darunter auch:
- Blut- und Feuertaufe
- Liu Xianbin: 100 Tage seit der Freilassung
- Eine späte Erinnerung: Erinnerung an den Tod Zhao Ziyangs vor fünf Jahren
- China mit Augen Vaclav Havels ansehen
- Straßenaktionen sind eine wichtige Taktik für die chinesische Demokratiebewegung
- Eine Diskussion, die von „Die Menschen sind Meister in ihren eigenen Häusern“ ausgeht
- Entscheidungen für die chinesische Bewegung nach der hohen Strafe, die Liu Xiaobo erhielt
- Meine zwanzig Jahre in der chinesischen Demokratiebewegung – Die Festnahme von Chen Wei, Teil 1